# Міністерство внутрішніх справ США
Міністерство внутрішніх справ США (англ. United States Department of the Interior (DOI)) — один з виконавчих департаментів США, заснований 3 березня 1849. Здійснює керівництво здебільшого природними ресурсами та землями під федеральної юрисдикцією, керує програмами, пов'язаними з американськими індіанцями, корінними жителями Аляски, корінними гавайцями, а також вирішує територіальні справи в острівних районах Сполучених Штатів. На відміну від міністерств внутрішніх справ в інших країнах, основна функція міністерства — не поліцейські заходи та організація безпеки, а керування природними ресурсами.
У віданні Міністерства внутрішніх справ США також перебуває Рада з географічних назв, яка корегує географічні найменування на федеральному рівні.
З 16 березня 2021 року міністром внутрішніх справ США є Деб Гааланд. 